# 銀斑玉鯧
銀斑玉鯧（学名：Psenes maculatus）為輻鰭魚綱鱸形目鯧亞目圓鯧科的其中一種，分布於大西洋及太平洋的熱帶至溫帶海域，棲息深度可達1281公尺，體長可達30公分，幼魚棲息在上層水域，會躲在水母的觸鬚，成魚則生活在深水域，屬肉食性。
其种加词“maculatus”意为“有斑点、斑块、斑纹的”。